# Corine Mauch
Corine Mauch (Iowa City, 28 maggio 1960) è una politica svizzera, dal 1º maggio 2009 è sindaco di Zurigo. È succeduta a Elmar Ledergerber. È la prima donna e la prima persona  lesbica a divenire sindaco della più grande città svizzera.

## Biografia
Corine Mauch è nata con la doppia cittadinanza svizzero-americana nello stato americano dell'Iowa come figlia dell'ingegnere Samuel e dell'insegnante di chimica Ursula Mauch (nata Widmer). Con due fratelli più piccoli, è cresciuta a Boston, dove suo padre ha studiato per il dottorato presso il Massachusetts Institute of Technology. In Svizzera, ha trascorso la sua infanzia nel cantone di Argovia a Oberlunkhofen con quasi 500 abitanti, dove lei e i suoi fratelli erano gli unici bambini protestanti a scuola.
Corine Mauch ha studiato all'ETH di Zurigo e si è laureata in economia agraria. Ha studiato Sinologia all'Università di Zurigo e ha conseguito un Master in Scienze Politiche e Amministrative presso l'Università di Losanna/IDHEAP.
Per quattro anni, Mauch è stato responsabile dei rifiuti e dell'ambiente della città di Uster e ha lavorato, tra le altre cose, come capo dell'ufficio SAGUF (Società accademica svizzera per la ricerca ambientale e l'ecologia) e come project manager presso gli studi di politica di interfaccia di Lucerna. È stata anche  project manager per le valutazioni e i controlli d'impatto presso i servizi parlamentari dell'Assemblea federale.

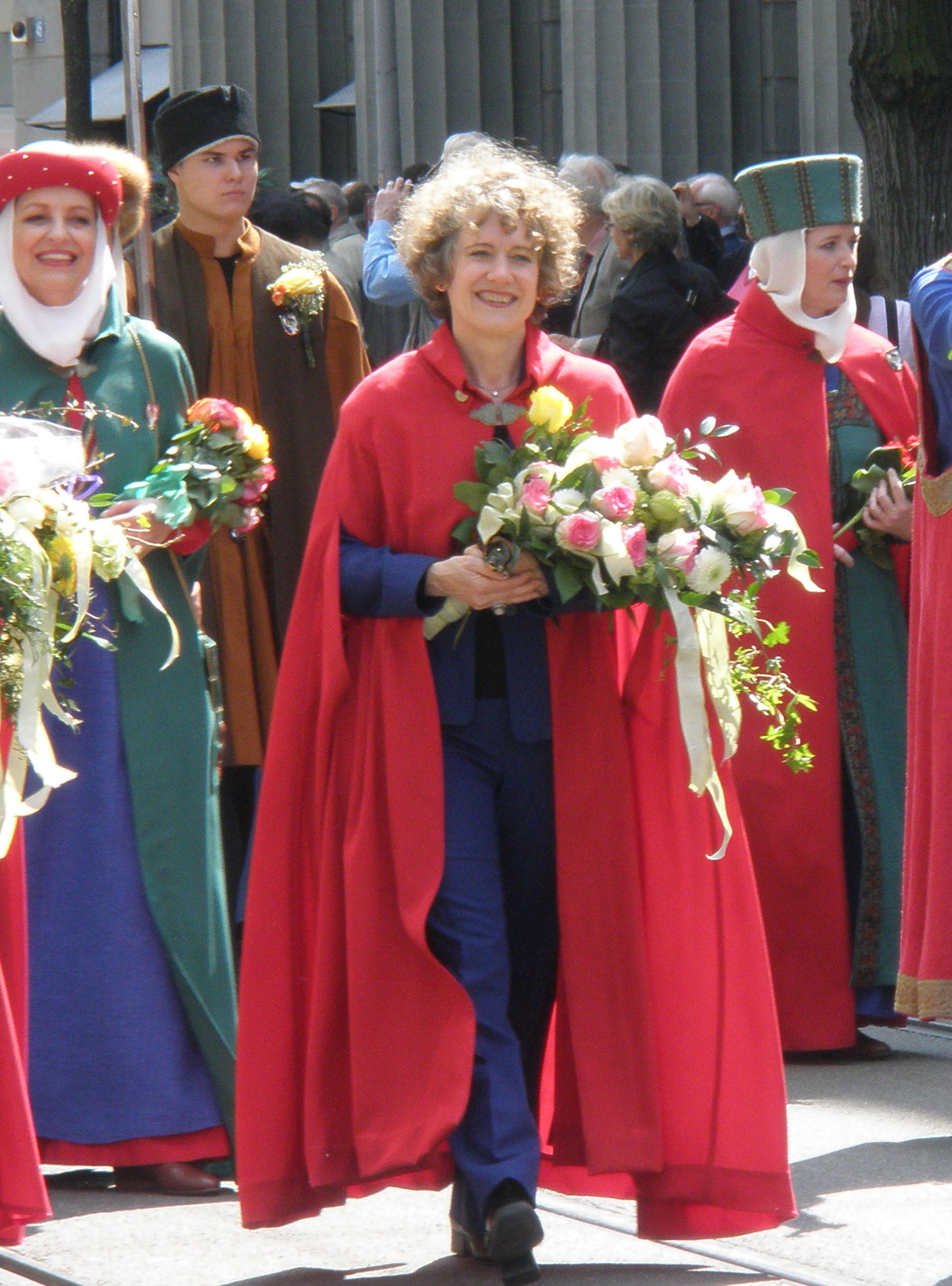
Corine Mauch al "Festival del Fuoco" di Zurigo (2010)

Alla fine del 2012 ha rinunciato alla cittadinanza statunitense,  perché si sentiva molto più legata alla Svizzera. Sua madre Ursula Mauch è stata consigliera nazionale del PS dell'Argovia dal 1979 al 1995, quindi consigliere nazionale e capogruppo del partito alle Camere federali.. Suo padre Samuel  ha co-fondato il Team 67 liberale di sinistra a Baden nel 1967. Suo zio materno è l'imprenditore Hans Widmer.
Dopo dieci anni nel consiglio comunale, si è candidata come sindaco di Zurigo. Nel primo turno di votazione, ha terminato al secondo posto, appena dietro, per 1300 voti, a Kathrin Martelli, candidata del Partito Liberale Radicale. Al ballottaggio ha ricevuto 41.745 voti, battendo l'avversaria con il 58% dei voti.

## Vita privata
Corine Mauch vive con la sua compagna di lunga data, la musicista Juliana Maria Müller, nel quartiere Unterstrass di Zurigo. Nell'aprile 2014, hanno registrato la loro unione.